# Bamaccora
Bamaccora (łac. Diocesis Bamaccorensis) – stolica historycznej diecezji we Cesarstwie rzymskim w prowincji Numidia zlikwidowana w VII w. podczas ekspansji islamskiej, współcześnie w północnej Algierii. Obecnie katolickie biskupstwo tytularne. 

## Biskupi tytularni
| Lp. | Biskup                      | Funkcja                                          | Od               | Do                   |
| --- | --------------------------- | ------------------------------------------------ | ---------------- | -------------------- |
| 1   | Louis Chiron                | emerytowany biskup Langres (Francja)             | 15 stycznia 1964 | 10 września 1964     |
| 2   | Alfred Couderc              | emerytowany biskup Viviers (Francja)             | 14 grudnia 1965  | 25 lutego 1968       |
| 3   | Mariano Gutiérrez Salazar   | wikariusz apostolski Caroní (Wenezuela)          | 11 marca 1968    | 23 października 1995 |
| 4   | José Ángel Divassón Cilveti | wikariusz apostolski Puerto Ayacucho (Wenezuela) | 23 lutego 1996   |                      |